# Arte rupestre di Chongoni
L'Arte rupestre di Chongoni è un'area di Chongoni sulle omonime montagne a 2224 metri di altezza, situata nel distretto di Dedza, nella Regione Centrale del Malawi. È una concentrazione di pitture rupestri classificate come patrimonio dell'umanità dell'UNESCO dal 2006.

## Arte rupestre
I 127 siti distribuiti su un'area di 126,4 km² rappresenta la più grande concentrazione di arte rupestre in Africa centrale. Fanno parte della tradizione tuttora esistente degli Chewa. Su questa parete rocciosa si possono distinguere due diversi stili.
Il più antico dei due è rappresentato da pitture rosse fatte dai pigmei della tribù Twa, e risalgono a 2500 anni fa. Rappresentano soprattutto figure astratte geometriche tipo alcune raggiere, cerchi concentrici, linee parallele, ecc. Differiscono da altri disegni raffiguranti la natura fatti da tribù di cacciatori-raccoglitori in Africa meridionale. Si crede che abbiano uno sfondo rituale, dovuto alla richiesta di piogge.
Le opere più recenti sono pitture bianche risalenti a circa 1000 anni fa. Si crede anche che alcune siano state fatte nei secoli XIX e XX dai Chewa. Sono uno dei pochi casi di arte rupestre in società dedite alla lavorazione del terreno. Le più vecchie di queste pitture mostrano probabilmente forme animali mitologiche, sono state dipinte da donne probabilmente durante i riti di iniziazione femminile.
Le ultime pitture in ordine cronologico rappresentano animali mascherati. Queste opere sono relative a riti funebri, operati particolarmente dai Chewa nel XIX secolo. Gli stessi riti vengono svolti anche al giorno d'oggi, ma la tradizione di rappresentarli graficamente è estinta.
Chongoni e le colline circostanti sono un'area protetta sin dal 1924. I primi studi sulle pitture vennero svolti e pubblicati in un libro negli anni cinquanta.